# Shattuck Reservation
Shattuck Reservation ist ein 245 Acres (1 km²) umfassendes Naturschutzgebiet bei der Stadt Medfield im Bundesstaat Massachusetts der Vereinigten Staaten. Es wird von der Organisation The Trustees of Reservations verwaltet.

## Schutzgebiet
Das Schutzgebiet wurde nach seinem Stifter Henry L. Shattuck benannt, der einen Teil des heutigen Gesamtgrundstücks besaß und 1970 an die Trustees verschenkte. 1978 und 1989 wurden den Trustees weitere Grundstücke zur Ergänzung des Schutzgebiets geschenkt, 1993 erwarb die Organisation den bislang letzten Bestandteil.
Das Gebiet befindet sich in unmittelbarer Nähe der Medfield Rhododendron Reservation sowie in direkter Nachbarschaft zum Noon Hill. Das Schutzgebiet besteht im Wesentlichen aus Eichen- und Kiefernwald, der die einst als Weide- und Ackerland genutzten Flächen zurückerobert hat. Für Besucher steht ein 1,5 mi (2,4 km) langer Rundweg zur Verfügung.